# Ceratophyus mesasiaticus
Ceratophyus mesasiaticus är en skalbaggsart som beskrevs av Medvedev och Nikolajev 1974. Ceratophyus mesasiaticus ingår i släktet Ceratophyus och familjen tordyvlar. Inga underarter finns listade i Catalogue of Life.